# Nancy Marchand
Nancy Marchand (Búfalo, Nueva York; 19 de junio de 1928-Stratford, Connecticut; 18 de junio de 2000) fue una actriz teatral, cinematográfica y televisiva estadounidense. Es quizás más conocida por su interpretación de Margaret Pynchon en la serie Lou Grant, papel por el que ganó cuatro premios Emmy, y el de Livia Soprano en Los Soprano, por el que ganó un Globo de Oro.

## Biografía
Nacida en Búfalo, Nueva York, sus padres eran Marjorie Freeman, una profesora de piano, y Raymond L. Marchand, dentista. Su bisabuelo Louis Marchand emigró de Francia. Creció en la aldea adyacente de Eggertsville (Nueva York).  Asistió a la Amherst High School y estudió actuación en la Studio Theatre School en Búfalo, teniendo que tomar dos autobuses para hacer el viaje.  Se graduó del Carnegie Institute of Technology en 1949  y estudió teatro en el Herbert Berghof Studio en la ciudad de Nueva York.

## Trayectoria

### Teatro
Marchand hizo su primera aparición profesional en el escenario en 1946 en The Late George Apley en Ogunquit (Maine). Hizo su debut en el circuito de Broadway con la obra La fierecilla domada en 1951. Otras piezas teatrales en las cuales actuó fueron El mercader de venecia, Trabajos de amor perdidos, Mucho ruido y pocas nueces, Black Comedy, Forty Carats, And Miss Reardon Drinks a Little, The Plough and the Stars, El zoo de cristal, Morning's at Seven, Awake and Sing!, The Octette Bridge Club, Love Letters, Hombre y super hombre, La importancia de llamarse Ernesto, The School for Scandal, El balcón (por la cual ganó un Premio Obie), y Black Comedy/White Lies, interpretación que le valió la nominación a un Premio Tony a la mejor actriz. Además, fue nominada cuatro veces al Premio Drama Desk, ganándolo por su trabajo en Morning's at Seven, y consiguió un segundo Premio Obie por su actuación en la obra de A. R. Gurney The Cocktail Hour.

### Televisión
En televisión Marchand hizo los papeles de Vinnie Phillips en la serie de la CBS Love of Life y el de Theresa Lamonte en la de la NBC Another World. También fue la matriarca Edith Cushing en Lovers and Friends.  
En la televisión en horario de máxima audiencia fue conocida por sus papeles de Margaret Pynchon en Lou Grant, por la cual ganó cuatro Premios Emmy a la mejor actriz de reparto en serie dramática, y por el de la matriarca Livia Soprano, en la serie de HBO Los Soprano, que le valió un Globo de Oro a la mejor actriz de reparto de serie, miniserie o telefilme y un Premio del Sindicato de Actores al mejor reparto de televisión - Drama. 
Además actuó en numerosas series de los primeros años de la televisión, entre ellas The Philco Television Playhouse (en la que actuó en Marty, junto a Rod Steiger), Kraft Television Theatre, Studio One, y Playhouse 90. Otras producciones televisivas en las que intervino fueron The Law and Mr. Jones, Spenser, detective privado, Law & Order, Homicide: Life on the Street, Entrenador, y Night Court. Además, encarnó a Hester Crane, la madre de Frasier Crane, en un episodio de Cheers.

### Cine
Entre los largometrajes en los que trabajó Marchand figuran Ladybug Ladybug, Me, Natalie (Yo, Natalie), Tell Me That You Love Me, Junie Moon, The Hospital (Anatomía de un hospital), Las bostonianas, Jefferson in Paris, Brain Donors, Reckless, The Naked Gun, Sabrina, y Dear God.

## Fallecimiento
Nancy Marchand falleció un día antes de su cumpleaños a causa de un enfisema y un cáncer de pulmón en 2000 en Stratford, Connecticut. Como resultado de su muerte, se escribió en el guion de la tercera temporada de Los Soprano el fallecimiento de su personaje. Su marido a lo largo de 48 años, el actor Paul Sparer (1923-1999), también falleció a causa de un cáncer. La pareja tuvo tres hijos.